# Aszkinói járás
Az Aszkinói járás (oroszul Аскинский муниципальный район, baskír nyelven Асҡын районы) Oroszország egyik járása a Baskír Köztársaságban. Székhelye az Aszkinó nevű falu.

## Népesség
- 1970-ben 34 407 lakosa volt, melyből 19 829 baskír (57,6%), 6 705 tatár (19,5%).
- 1989-ben 23 458 lakosa volt, melyből 14 842 baskír (63,3%), 5 610 tatár (23,9%).
- 2002-ben 23 928 lakosa volt, melyből 16 959 baskír (70,88%), 4 212 tatár (17,6%), 2 482 orosz (10,37%).
- 2010-ben 21 272 lakosa volt, melyből 14 642 baskír (68,9%), 4 125 tatár (19,4%), 2 246 orosz (10,6%), 101 mari, 27 udmurt, 17 csuvas, 8 ukrán, 7 fehérorosz, 2 mordvin.

| Lakosok száma | 23 505 | 23 928 | 23 654 | 21 272 | 20 486 | 19 970 | 19 581 | 19 000 | 18 867 | 18 235 |
|               | 1989   | 2002   | 2008   | 2010   | 2012   | 2013   | 2014   | 2016   | 2017   | 2021   |